# John Carpenters Vampire
Vampire ist ein US-amerikanischer Spielfilm aus dem Jahr 1998, in dem Regisseur John Carpenter Western und Vampir- bzw. Horrorfilm vermischte. Die Handlung basiert sehr lose auf dem Roman Vampire$ von John Steakley.
In Deutschland bekam der Film von der FSK zunächst eine Altersfreigabe ab 18 Jahren und wurde später von der Bundesprüfstelle für jugendgefährdende Medien indiziert. Eine um rund 6 Minuten gekürzte Fassung erhielt eine Freigabe ab 16 Jahren. Die Indizierung wurde 2018 aufgehoben.
Der Film erhielt zwei Fortsetzungen: John Carpenter’s Vampires: Los Muertos aus dem Jahr 2002 (an dem Carpenter als Produzent beteiligt war) und Vampires: The Turning (2005).

## Handlung
Jack Crow und sein Partner Montoya sind Anführer einer Gruppe von professionellen Vampirjägern, die im Auftrag des Vatikans arbeiten. Ihr Hauptziel ist der älteste und mächtigste Vampir Jan Valek, der vor Jahrhunderten in Prag von katholischen Inquisitoren durch ein misslungenes Ritual unbeabsichtigt zum unsterblichen Blutsauger gemacht wurde, der aber das Tageslicht meiden muss. Als Valek Crows Team tötet, ist dieser auf Rache aus. Nachdem er bei der Vernichtung seines Teams im Motel von Valek mit seinem Namen angesprochen wurde, weiß Crow, dass es einen Verräter geben muss. Von seinem unmittelbaren Auftraggeber, dem römischen Kurien-Kardinal Alba, erfährt er zudem, dass Valek plant, eine Reliquie zu stehlen, die ihn befähigt, sich tagsüber nicht im Dunkel verstecken oder vergraben zu müssen.
Zusammen mit dem unerfahrenen Priester Adam Guiteau und der Prostituierten Katrina, die von Valek gebissen wurde und bald selbst zum Vampir zu werden droht, nimmt Crow die Jagd nach Valek auf. Bei einem Aufenthalt in einem Hotel wird Montoya von Katrina gebissen, was dieser aber vor Crow verheimlicht. Auf der Suche nach ihm stellt Crow fest, dass Valek, der inzwischen die Reliquie in seinen Besitz gebracht hat, ihnen immer einen Schritt voraus ist. Nach einer Konfrontation mit Kardinal Alba stellt sich heraus, dass dieser sich mit Valek verbündete, um mit dessen Hilfe ewiges Leben zu erlangen, und dass dieser auch Crow und seine Leute verraten hat.
Alba und Valek nehmen Crow daraufhin gefangen und beginnen mit dem Ritual, das Valek unbesiegbar machen würde. Sie werden dabei aber von Montoya und Guiteau gestört, die die versammelten Vampire vertreiben und Kardinal Alba töten. Valek flieht in eine Scheune, in der er letztendlich von Crow nach einem langen Kampf getötet wird.
Am Ende lässt Crow seinen gebissenen Partner zusammen mit Katrina von dannen ziehen, bevor er mit Guiteau die Jagd auf den Rest von Valeks Bande aufnimmt und verspricht Montoya, erst nach einer Frist von zwei Tagen mit der Jagd auf beide zu beginnen, da Montoya Crow beim letzten Kampf gegen Valek zweimal das Leben gerettet hatte, obwohl er bereits als Vampir infiziert war.

## Kritik
„Ein bombastischer Genremix aus Horrorfilm und Western, überfrachtet mit Bezügen, Zitaten und Verweisen, denen drastische, ausgiebig zelebrierte Splatter-Szenen entgegengesetzt werden. Nach der spektakulären Eingangssequenz vermag der Film dem Genre aber keine neuen Impulse mehr zu verleihen und lässt vor allem jeden Anflug von Humor und Selbstironie vermissen.“

## Auszeichnungen
Der Film erhielt 1999 in den Kategorien Bester Schauspieler (James Woods), Bestes Make-up und Beste Musik je einen Saturn Award. Sheryl Lee wurde als Beste Nebendarstellerin für einen Preis nominiert.